# Montirictus
Montirictus — вимерлий рід тритилодонтів, відомий з японської формації Кувадзіма ранньої крейди. Наразі це останній збережений вид тритилодонтид, і він тісно пов'язаний з більш ранніми Xenocretosuchus з материкової Азії та Stereognathus юрського періоду з Великої Британії. Це може бути вид роду Stereognathus, але визначення його спорідненості залежить від відкриття додаткового матеріалу.